# Kazuyoshi Matsunaga
Kazuyoshi Matsunaga (født 13. november 1977) er en tidligere japansk fodboldspiller.
Han har spillet for flere forskellige klubber i sin karriere, herunder Sanfrecce Hiroshima og Avispa Fukuoka.